# Fàbrica Màximo Mor
La Fàbrica Màximo Mor és una obra de Montmeló (Vallès Oriental) protegida com a Bé Cultural d'Interès Local.

## Descripció
La fàbrica d'adobats de pell està situada al lloc anomenat Pla del Molí, originàriament constava d'una superfície aproximada de 15000 m². És un gran complex que consta de dues naus de planta baixa, una de planta soterrani i tres pisos, una altra de soterrani i dues plantes i un edifici d'oficines i serveis, a més dels dipòsits enterrats al centre del pati. Les naus industrials de planta quadrada estan disposades a l'entorn d'un pati que facilitava les tasques industrials i l'edifici d'oficines entre el pati i el carrer Primer de Maig.
El tret característic de la fàbrica és la coberta constituïda a base de bigues de formigó postensat, conegudes com les "bigues -os" creades per l'arquitecte Miguel Fisac. Va crear diversos tipus de peces, una de les quals es emprada a la coberta de la fàbrica, l'anomenada sigma que aporta llum zenital.